# Johann Jakob Bänninger
Johann Jakob Bänninger (* 24. Juli 1821 in Oberembrach; † 16. Juli 1880 in Bonstetten) war ein Schweizer Lehrer und zürichdeutscher Mundartdichter.

## Leben

### Familie
Johann Jakob Bänninger war der Sohn von Kaspar Bänninger. Von 1856 an war er mit Anna, Tochter des Schiffmachers Johannes Suter aus Horgen, verheiratet; gemeinsam hatten sie vier Kinder. Ab 1875 war er heimatberechtigt in Horgen.

### Werdegang
Johann Jakob Bänninger erhielt seinen ersten bildenden Unterricht 1826 in der Schule in Embrach. Während er später seinen Lehrer als Lehrgehilfe in der Elementarklasse unterstützte, wuchs in ihm der Wunsch, ebenfalls Lehrer zu werden. Im Februar 1836 kam er in Embrach an die Sekundarschule, der der deutsche Lehrer Christian Friedrich Stötzner (1807–1869) als Rektor vorstand.
In der Zeit von 1838 bis 1839 wurde er bei Ignaz Thomas Scherr, der 1832 zum Direktor gewählt worden war, am Lehrerseminar (heute Kantonsschule) in Küsnacht bei Zürich zum Lehrer ausgebildet. Er blieb der Pädagogik seines Lehrers, zu dem sich ein freundschaftliches Verhältnis entwickelte, zeit seines Lebens verpflichtet und veröffentlichte zu diesem 1863 Eine Stimme aus der Schulstube über Scherr’s Sprachlehrmittel und 1871, nach dessen Tod, Der Schulreformator Thomas Scherr. Bereits nach 13 Monaten Unterricht wurde er vom Schulrat an die Schule Wallikon abgeordnet. Am 19. Oktober 1840 bestand er die Staatsprüfung im Chorherrenstift in Zürich.
Am 1. November 1840 erhielt er die Ernennung zum Lehrer an der Schule Geroldswil, später kam noch die Schule in Oetwil dazu. Im Mai 1842 wurde er als Lehrer an die Primarschule nach Horgen versetzt. Am 12. September 1870 wurde er zum Präsidenten der Zürcher Schulsynode gewählt.
Am 16. Juli 1880 fuhr er mit der Bahn an seinen Wohnort und verliess in Bonstetten den Waggon, noch bevor der Zug zum Stehen kam. Hierbei stiess er an einen Pfosten, der ihn unter die noch rollende Bahn zurückprallen liess, sodass er sofort verstarb.

### Schriftstellerisches Wirken
Johann Jakob Bänningers Gedichtsammlung Lyrische Stimmen aus dem Volke von 1868 enthält vor allem an der deutschen Klassik und Romantik geschulte Lyrik. Seine, zum Teil auch in Mundart verfassten Kindergedichte, so unter anderem 1868 in Blumenleben und in der postum publizierten Sammlung Illustrirtes Kinderbuch, lassen einen volkstümlichen Ton erkennen.
Er beteiligte sich von 1853 bis 1873 als Mitarbeiter und Redaktor an der Herausgabe der Festbüchlein für untere und obere Primarschulen.

## Schriften (Auswahl)
- Eine Stimme aus der Schulstube über Scherr’s Sprachlehrmittel. Karl Weiss, Horgen 1863.
- mit Eduard Ade: Blumenleben – Kinderlieder im Dialekt und in der Schriftsprache. Druck und Verlag von Bleuler-Hausheer, Winterthur 1868.
- Lyrische Stimmen aus dem Volke. Willner, Zürich 1868.
- Der Schulreformator Thomas Scherr. J. Herz, Zürich 1871.
- Der Unterricht im ersten Schuljahr ein Beitrag zur praktischen Lösung der von Herrn Dr. Treichler aufgeworfenen Schulreformfrage. Verlags-Magazin, Zürich 1877.
- Illustriertes Kinderbuch: Ausgewählte Lieder und Sprüche des verstorbenen Dichters. Fritschi-Zinggeler, Zürich 1882.